# Bodyguard (canção de Beyoncé)
"Bodyguard" é uma canção da cantora americana Beyoncé. Foi lançada em 6 de junho de 2025 pela Parkwood Entertainment e Columbia Records como quarto single do oitavo álbum de estúdio Cowboy Carter. A canção foi nomeada para Melhor Performance Solo de Pop no 67º Grammy Awards.

## Composição
Escrito por Beyoncé com Elizabeth Lowell Boland, Leven Kali, Ryan Beatty, Shawntoni Ajanae Nichols, Raphael Saadiq, que também produziu a canção. Os críticos descreveram a canção como um country pop, com elementos de R&B e soft rock, com influência musical da banda de rock britânico-americana Fleetwood Mac.

## Recepção da Crítica
A canção recebeu críticas positivas dos críticos de música na altura do lançamento do álbum, tendo sido considerada uma das melhores canções de 2024.
Michael Cragg, do The Guardian, chamou a faixa de "excelente", que "se desenrola como um clássico perdido do Fleetwood Mac, com melodias de soft-rock dos anos 70." Chelsey Sanchez, da Harper's Bazaar, chama a música de "um hino de dança que ilustra seu desejo de proteger e cuidar de seu amante".
Dan Rys, escrevendo para a lista Best Songs of 2024 da Billboard, considera Bodyguard como "musicalmente a canção mais simples, mas também a mais envolvente" do álbum, na qual "a voz de Beyoncé começa realmente a elevar-se, elevando a canção para além do que poderia ter sido nas mãos de qualquer outra pessoa".

## Vídeo musical
Em 5 de novembro de 2024, Beyoncé publicou um vídeo promocional da canção no seu próprio canal do YouTube, alternadamente intitulado Baywatch, prestando homenagem à atriz e modelo Pamela Anderson e à série Baywatch, na qual a atriz desempenhou o papel de C. J. Parker.